# Ghetto di Varsavia
Il ghetto ebraico di Varsavia (in tedesco Jüdischer Wohnbezirk in Warschau) fu istituito dal regime nazista il 16 ottobre 1940 nella città vecchia di Varsavia. Con i suoi 450.000-500.000 abitanti fu il più grande tra i ghetti nazisti in Europa. Il quartiere Nalewki, pieno di condomini e privo di spazi verdi, era la zona tradizionalmente abitata dalla comunità ebraica di Varsavia, allora la più numerosa al mondo dopo quella di New York. Oltre al polacco, vi si parlavano l'yiddish, l'ebraico e il russo (dagli ebrei che erano fuggiti dalla Russia). Prima dell’invasione tedesca della Polonia nel settembre 1939, nella zona abitavano anche non-ebrei e gli ebrei avevano piena libertà di spostarsi e stabilirsi anche negli altri quartieri della città. Sotto il Governatorato Generale Tedesco, l’istituzione del ghetto come luogo esclusivo di residenza coatta della popolazione ebraica locale fu il primo passo nel processo che avrebbe portato nel giro di pochi anni allo sterminio della quasi totalità dei suoi abitanti.

## L'invasione della Polonia

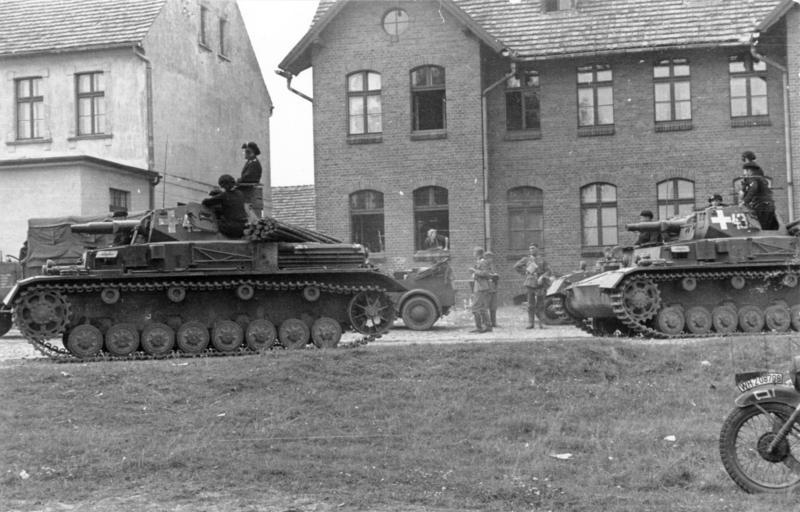
Panzer IV tedeschi: la velocità delle divisioni corazzate consentì alla Germania una rapida vittoria contro l'antiquato esercito polacco

L'esercito tedesco invase la Polonia il 1º settembre 1939 dando inizio alla seconda guerra mondiale; l'esercito polacco, comandato dal maresciallo di Polonia Edward Rydz-Śmigły, schierato in massima parte a ridosso del confine con la Germania, venne velocemente sopraffatto dalla nuova tattica militare della guerra lampo ed il giorno 8 settembre la 4ª divisione corazzata tedesca, comandata dal generale Georg-Hans Reinhardt, punta avanzata dell'8ª armata, comandata dal generale Johannes Blaskowitz, raggiunse il limite del distretto di Varsavia. Inutilmente la popolazione polacca attese un intervento da parte degli Alleati, Francia e Gran Bretagna, i quali avevano dichiarato guerra alla Germania il 3 settembre. Le einsatzgruppen, le unità di eliminazione delle SS, in vista dell'esecuzione dell'operazione Tannenberg, uccisero migliaia di cittadini polacchi mediante esecuzioni di massa ed il 21 settembre, mentre le operazioni militari erano ancora in corso, il Brigadeführer Reinhard Heydrich, comandante della Gestapo insieme ad Heinrich Himmler, elaborò un progetto di deportazione e di trasferimento nei ghetti urbani delle città polacche di centinaia di migliaia di ebrei, sostenendo che questo sarebbe stato il primo passo verso la endlösung, la soluzione finale della questione ebraica.
Immediatamente dopo la sconfitta e la spartizione della Polonia le regioni del paese occupate militarmente furono annesse al Reich mentre le zone meridionali ed orientali furono occupate, andando a costituire una sorta di "colonia", la quale assunse la denominazione di governatorato Generale, ossia un luogo privo di garanzie costituzionali ed internazionali, governato unicamente in base al "diritto di occupazione", dove risiedevano tra i 12 ed i 15.000.000 di abitanti, e dove, nei piani di Heydrich, avrebbero dovuto essere trasferiti circa 1.000.000 di ebrei, allo scopo di lasciare spazio vitale allo spostamento verso est della popolazione di etnia tedesca ed al posto di governatore, o Reichsprotektor, fu nominato Hans Frank.

## La creazione del ghetto e lo Judenrat
Parallelamente alle attività di repressione, nella Polonia occupata iniziarono quelle di segregazione e di isolamento della popolazione ebraica: questa, che prima della guerra viveva in buona parte in ghetti privi di mura, venne costretta dapprima ad indossare bracciali raffiguranti la stella di David e successivamente ad essere completamente "concentrata" all'interno dei ghetti ed anche a Varsavia tutti gli ebrei che vi vennero trasferiti furono obbligati a risiedere nel ghetto:
«Fin dall'estate del 1940, i Tedeschi facevano costruire nelle strade dei muri, per isolare i gruppi di case. A poco a poco, questi tronconi di muri si congiungevano, isolando un quartiere, verso il quale venivano avviati gli ebrei espulsi dai villaggi e dalle cittadine di provincia. Dal 1º luglio 1940, fu loro vietato di risiedere altrove che nel settore così delimitato. L'ordinanza del 16 ottobre prescriveva il trasferimento in questo quartiere dei centoquarantamila ebrei di Varsavia che abitavano fuori dai confini di esso, e l'evacuazione degli ottantamila polacchi che vi risiedevano. E dal 16 novembre gli ebrei di Varsavia non poterono più uscire dal ghetto senza speciale autorizzazione».

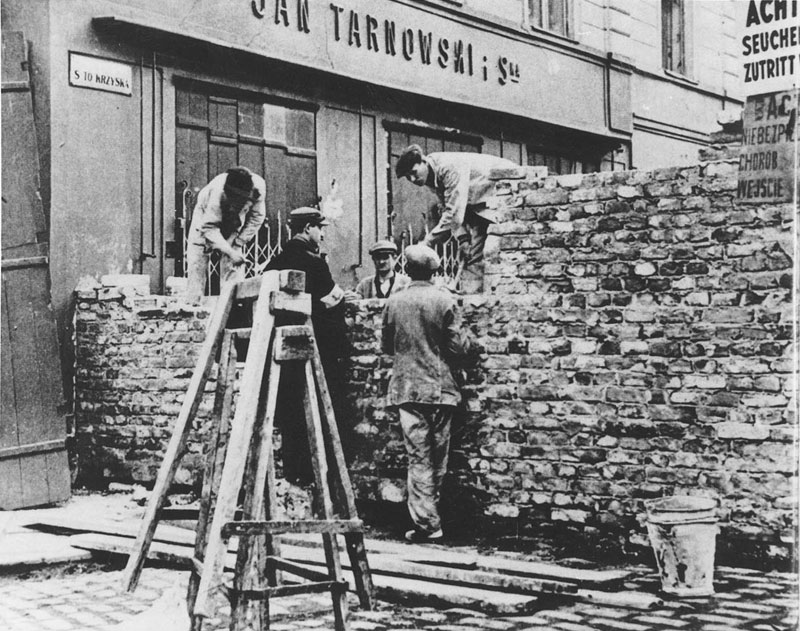
Nell'agosto del 1940 ebbe inizio la costruzione del muro che separò il ghetto dal resto della città

Il ghetto di Varsavia occupava uno spazio di quattro chilometri di lunghezza e circa due e mezzo di larghezza, esso comprendeva, oltre l'antico ghetto medievale, le vie del rione industriale e l'autostrada per Berlino e per Poznań lo attraversava dividendolo in due parti, il ghetto grande ed il ghetto piccolo. Nell'ottobre del 1939, dopo la fine della campagna di Polonia, le autorità tedesche censirono la popolazione ebraica della capitale, quantificandola in 359.827 persone, a cui se ne aggiunsero circa altre 150.000 trasferite dalla provincia; il ghetto fu istituito nell'estate del 1940 come campo di quarantena e successivamente, con un'ordinanza emanata il 2 novembre dal governatore del distretto di Varsavia Ludwig Fischer, venne motivata la sua creazione al fine di evitare il pericolo di epidemie e la cifra di 500.000 persone residenti al suo interno costituiva circa la metà dell'intera popolazione della città, mentre la sua superficie equivaleva a circa un ventesimo dell'intero territorio metropolitano.

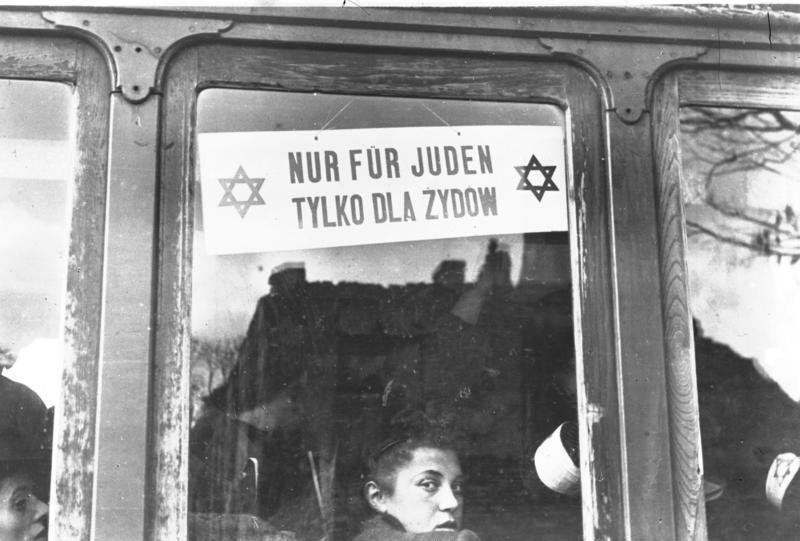
Agli ebrei non era consentito l'utilizzo dei mezzi pubblici e potevano servirsi solo dell'unica linea tramviaria riservata a loro

Al momento della sua creazione il ghetto disponeva di 14 accessi e la circolazione tra la zona ebraica ed il resto della città, seppure non libera, non era soggetta a prescrizioni eccessivamente rigide ma progressivamente alcuni iniziarono ad essere chiusi, mentre quelli rimasti aperti vennero controllati con barriere e filo spinato e i residenti poterono uscire solo per motivi di lavoro e scortati da guardie polacche e ucraine; la segregazione peggiorò ulteriormente nell'agosto del 1940 quando iniziarono i lavori di costruzione del muro che circondò completamente il ghetto. I lavori ebbero termine il 16 novembre e le disposizioni del governatore di Varsavia consentirono di aprire il fuoco sugli ebrei che si avvicinavano troppo e, poiché il muro tagliava cortili ed isolati, lo spazio fu ulteriormente ristretto, murando gli ingressi dei palazzi e delle finestre che davano sull'esterno.

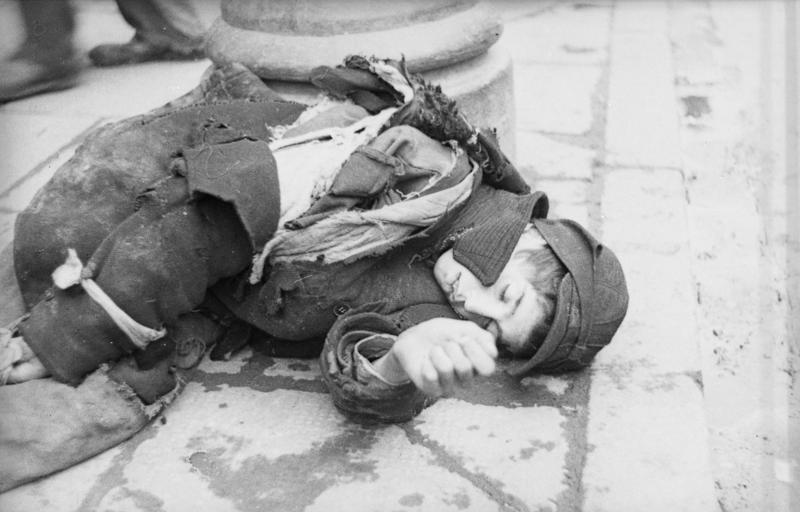
Un bambino ebreo, ormai privo di forze, si accascia morente su un marciapiede del ghetto

Le restrizioni alla vita della popolazione ebraica del ghetto non si limitavano alla residenza coatta all'interno dello spazio circondato dal muro: le comunicazioni postali furono proibite, le linee telefoniche e tranviarie furono interrotte e all'interno del ghetto era consentita solo una linea di tram a cavalli, contrassegnata dalla stella di David, gestita dalla ditta Kohn & Heller, due ebrei confidenti della Gestapo, non vi erano aree verdi ed il gas e la luce elettrica spesso mancavano. Le razioni alimentari furono ridotte al minimo e ad ogni persona spettavano settimanalmente 920 grammi di pane e mensilmente 295 grammi di zucchero, 103 grammi di marmellata e 60 grammi di grassi, e, sempre per disposizione dell'autorità tedesca, a ogni residente di Varsavia spettavano giornalmente: 2.310 calorie ai tedeschi, 1.790 agli stranieri, 634 ai polacchi e 184 agli ebrei, e le terribili condizioni di vita, unite al tifo che iniziò lentamente a diffondersi, contribuirono a decimare progressivamente la popolazione.

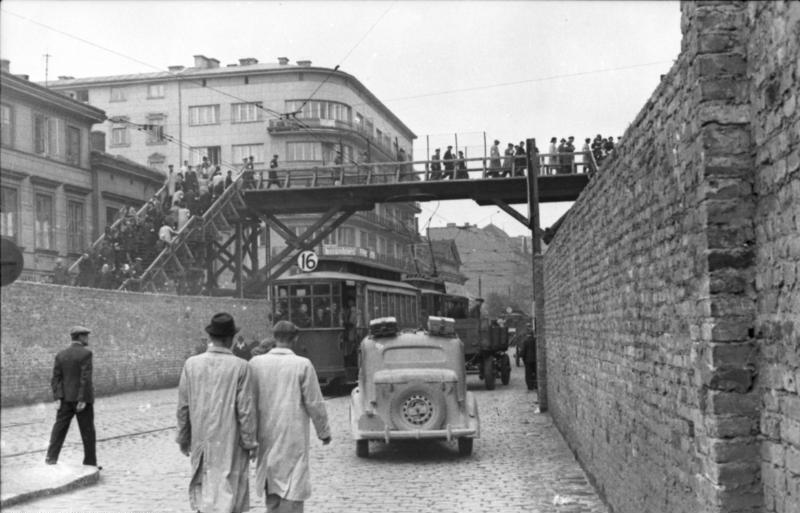
Il ponte, fatto costruire dai nazisti, che collegò il ghetto piccolo con il ghetto grande

Le condizioni di vita peggiorarono ulteriormente all'inizio del 1941: lo spazio a disposizione dei residenti fu ulteriormente ridotto e la media di mortalità per fame, malattie e maltrattamenti crebbe in maniera esponenziale, tanto che, prima dell'arrivo dell'estate, si registrò una media di 2.000 decessi al mese e questo fece solo da preludio a quanto sarebbe accaduto un anno dopo, a seguito delle decisioni prese durante la conferenza di Wannsee del gennaio del 1942, dove fu definitivamente pianificato lo sterminio di tutta la popolazione ebraica residente in Europa e Hans Frank, il quale aveva accolto favorevolmente l'ordinanza, disposta nel 1940, che consentiva alla polizia tedesca di sparare a vista agli ebrei per la strada, sostenne apertamente che la guerra avrebbe avuto come scopo, oltre alla conquista dello spazio vitale, l'eliminazione totale dell'ebraismo.

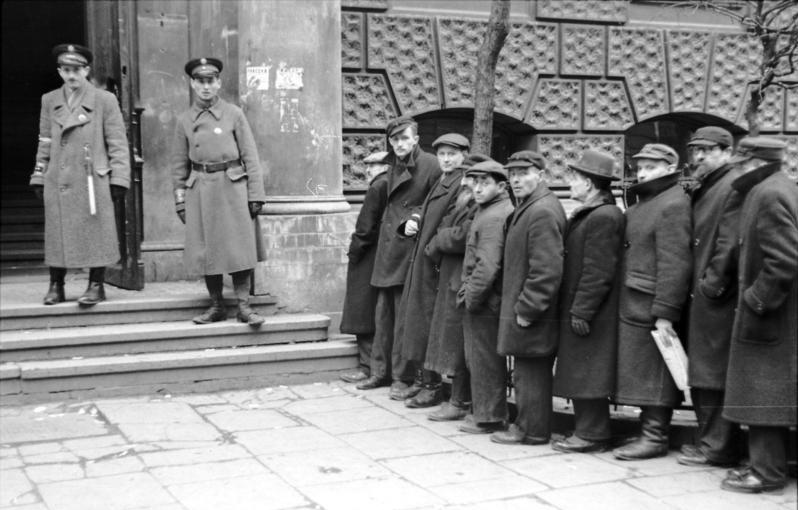
La polizia ebraica, operante all'interno del ghetto di Varsavia

Una volta che i nazisti ebbero segregata la popolazione ebraica nel ghetto, al suo interno i tedeschi non ne esercitarono direttamente il controllo, preferendo affidarlo, a Varsavia come in altri ghetti, a "consigli ebraici", o Judenräte, eletti dagli ebrei o selezionati dai tedeschi, i quali avevano la responsabilità di porsi come tramite tra l'autorità tedesca e i residenti nei ghetti. Tra i loro compiti principali vi erano quelli di reclutare manodopera ebraica per i lavori forzati, quali quelli da svolgere nelle industrie tedesche, civili e belliche, per la pulizia delle strade, per lo scavo di canali e per costruire installazioni militari; lo Judenrat era responsabile inoltre dell'ordine pubblico, con la creazione di una propria forza di polizia, della distribuzione delle razioni alimentari fornite dai tedeschi e del controllo delle epidemie di tifo e di tubercolosi che si diffusero nel ghetto.
Nel ghetto di Varsavia lo Judenrat era presieduto da un ingegnere, Adam Czerniaków, e svolgeva, oltre alle funzioni sopracitate, anche quelle scolastiche e soprattutto amministrative che si svolgevano all'interno del ghetto, e furono riscontrati in molti ghetti, soprattutto nel dopoguerra, numerosi casi di corruzione ed anche di collusione con le autorità naziste, e il caso più eclatante tra quelli segnalati fu quello di Chaim Rumkowski nel ghetto di Łódź.

## Deportazioni e sterminio a Treblinka

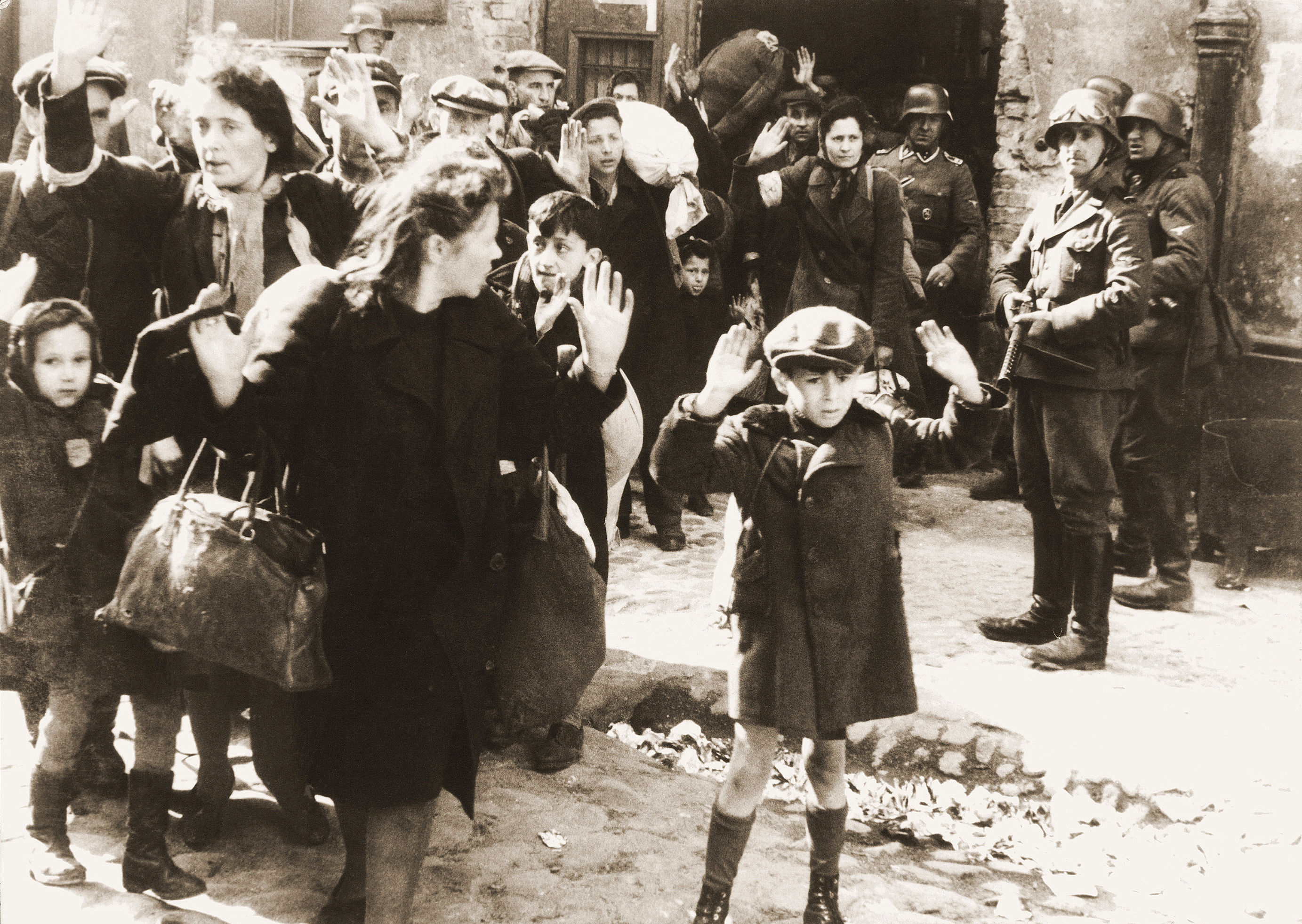
Ghetto di Varsavia 1943: «L'immagine simbolo dell'Olocausto». Il bambino di sette anni che alza le mani in segno di resa. A destra con il mitra è Josef Blösche

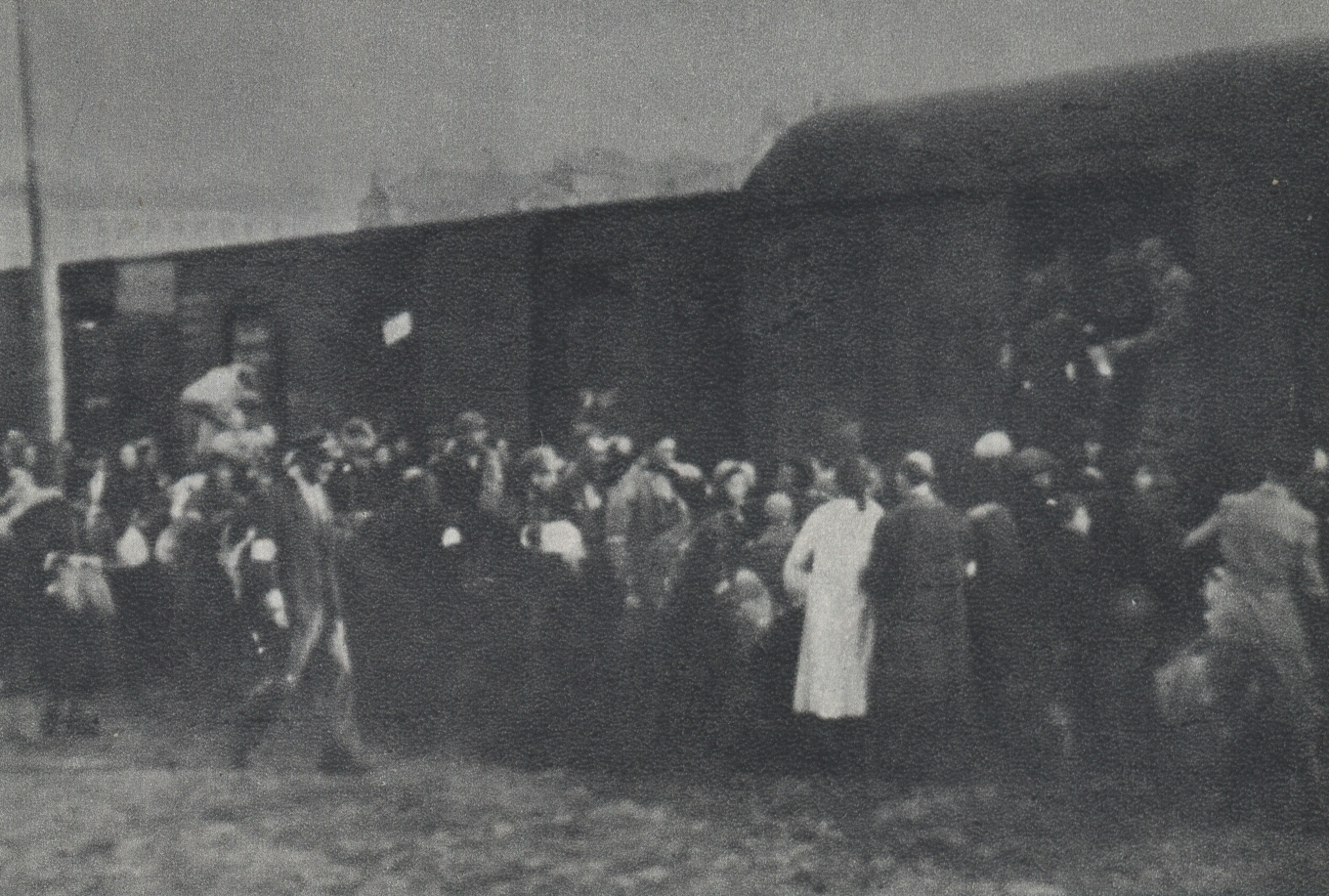
Deportazioni dal ghetto di Varsavia

Oltre 92.000 persone morirono di stenti o di malattia nel ghetto prima che le deportazioni di massa iniziassero nell'estate del 1942. All'inizio di quell'anno, con la Conferenza di Wannsee fu avviata la “soluzione finale”, ovvero il piano di sterminio di massa degli ebrei d’Europa. Gli ebrei di Varsavia furono rastrellati, strada per strada, ufficialmente per essere “reinsediati”. Avviati alla zona di raccolta di Umschlagplatz, da lì erano fatti salire a bordo di treni con destinazione il campo di sterminio di Treblinka, costruito nella foresta 80 chilometri a nord-est di Varsavia. Le operazioni erano dirette dal "Commissario tedesco per il Reinsediamento", SS-Sturmbannführer Hermann Höfle. Dopo aver appreso questo piano, Adam Czerniaków, leader del Consiglio ebraico (Judenrat), si suicidò e venne sostituito da Marc Lichtenbaum, incaricato di gestire i rastrellamenti con l'ausilio della polizia ebraica del Ghetto.
Tra i 250.000 e i 300.000 abitanti del Ghetto di Varsavia furono assassinati a Treblinka tra il 23 luglio e il 21 settembre del 1942. Per otto settimane, le deportazioni continuarono al ritmo di due treni al giorno, ciascuno dei quali trasportava dalle 4.000 alle 7.000 persone. Le vittime erano soffocate in gruppi di 200 persone con l'uso del monossido di carbonio. Nel settembre 1942 furono costruite nuove camere a gas capaci di uccidere ben 3.000 persone in sole 2 ore, il che permise di incrementare considerevolmente il numero delle persone trasportate. Nelle ultime due settimane dell’operazione che si concluse il 21 settembre 1942, circa 48.000 ebrei di Varsavia vennero deportati ed uccisi. L'ultimo trasporto con 2.200 vittime della capitale polacca includeva la polizia ebraica coinvolta nelle deportazioni e le loro famiglie.

## La rivolta del 1943

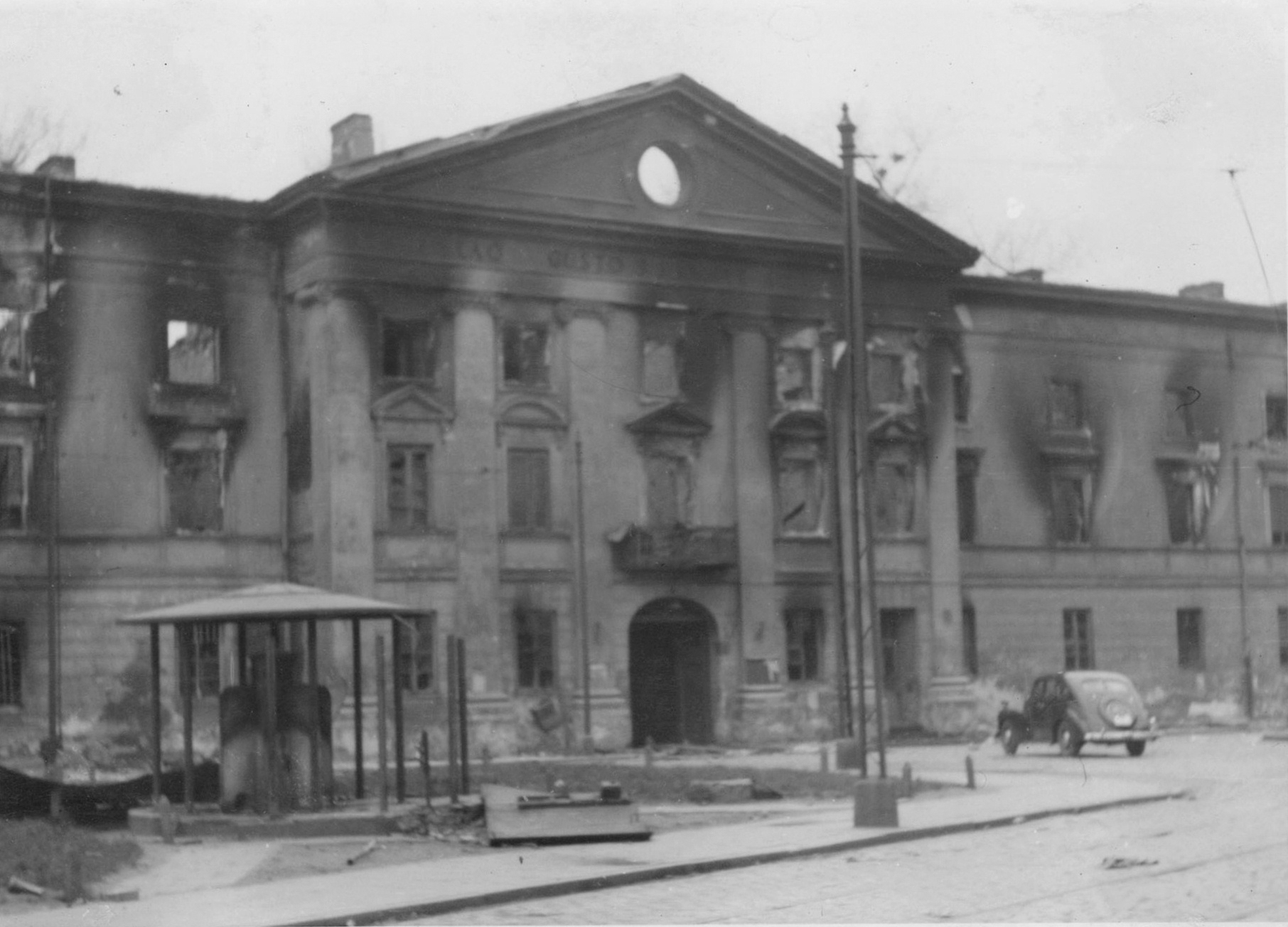
La sede dello Judenrat del ghetto di Varsavia al termine della rivolta con visibili i segni dell'incendio

All'inizio del 1943, le numerose morti per fame e malattia ed i progressivi "trasferimenti" della popolazione al campo di sterminio di Treblinka, ne avevano ridotto il numero a circa 70.000 unità, persone in maggioranza ancora abili al lavoro. Il 18 gennaio le SS entrarono nel ghetto con l'intenzione di deportare altre 8.000 persone. I tedeschi riuscirono a rastrellare circa 5.000-6.500 persone ma poi un gruppo di resistenti, in possesso di armi precedentemente contrabbandate nel ghetto, fece fuoco contro gli aguzzini, causando loro alcune perdite. La reazione delle SS condusse all'uccisione indiscriminata di un migliaio di persone nel ghetto, ma di fronte all'inattesa e tenace resistenza le guardie tedesche e ucraine furono costrette alla fine a sospendere le operazioni e a ritirarsi. Lo Judenrat comunicò ai tedeschi che "il suo potere era passato ad altre mani", evitando di intervenire direttamente nella questione ed analogo comportamento venne assunto dalla polizia ebraica.. Nel ghetto restavano ora circa 62.000 persone, che nei giorni e nelle settimane successive cercarono di prepararsi come potevano all'inevitabile scontro finale, raccogliendo armi e costruendo rifugi e barricate.
In conseguenza di questi avvenimenti, il 16 febbraio 1943 Heinrich Himmler ordinò l'immediata e completa liquidazione del ghetto:
(Lettera di Heinrich Himmler il 16 febbraio 1943 al comandante in capo delle SS e della polizia Est. SS-Obergruppenfuhrer Kruger.Cracovia.)

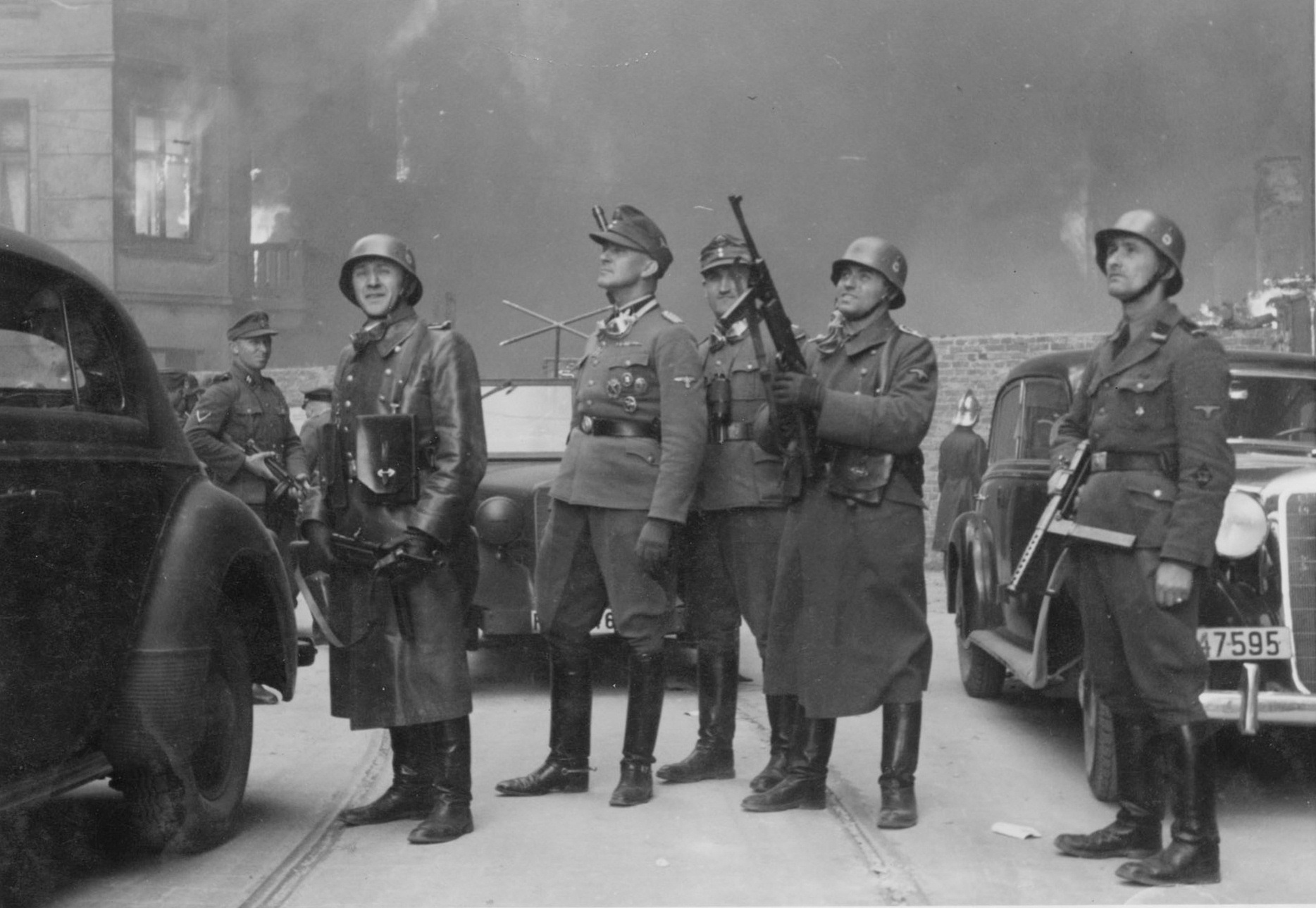
L'SS- und Polizeiführer Jürgen Stroop durante le operazioni per la repressione della rivolta nel ghetto

Il 17 aprile giunse a Varsavia il Brigadeführer ed SS- und Polizeiführer Jürgen Stroop, con l'incarico di reprimere qualsiasi fenomeno di ribellione che si fosse verificato nel ghetto ed il giorno successivo, su ordine diretto di Himmler, il suo compito fu specificato in "annientare gli ebrei ed i banditi del quartiere ebraico" ed il giorno per l'avvio dell'operazione fu stabilito nel 19 aprile, vigilia della pasqua ebraica e giorno precedente al compleanno di Hitler, che avrebbe in questo modo festeggiato l'annientamento del ghetto. I tedeschi entrarono nel ghetto dall'ingresso di via Snocza con due autoblindo, un carro armato francese preda bellica, due cannoni antiaerei ed un cannoncino leggero, seguiti da una colonna composta da alcune decine di fanti dei 2090 uomini di cui Stroop disponeva, ma questi, una volta giunti sulla via Zamenhof, vennero accolti dal tiro incrociato dei membri dell'organizzazione ebraica di combattimento, i quali vollero combattere non con l'intento di sconfiggere gli invasori, ma esclusivamente "come mezzo per morire con dignità, senza la minima speranza di vittoria".

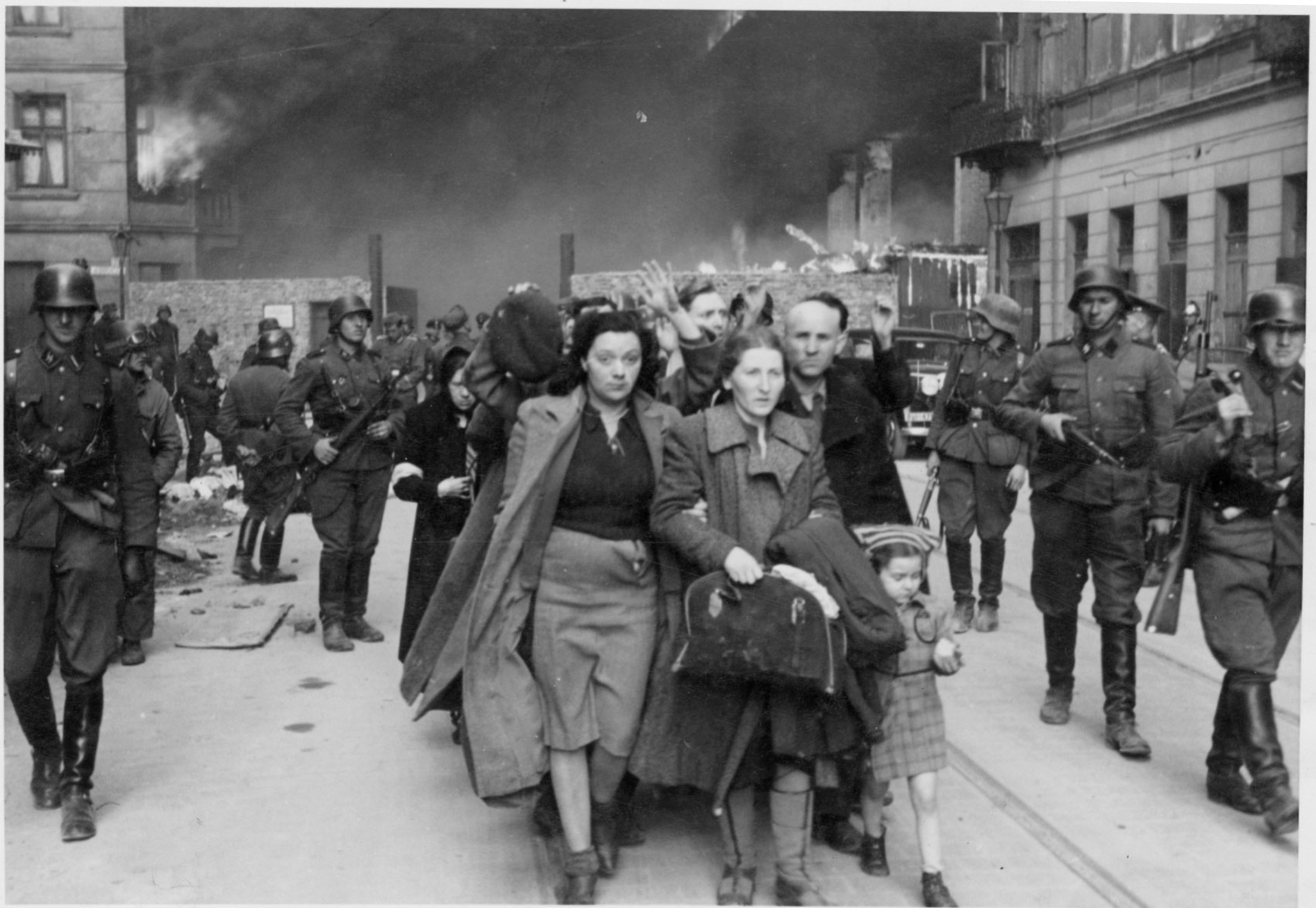
I primi ebrei catturati dalle SS, donne, anziani e bambini, vengono fatti uscire dal ghetto per essere inoltrati al campo di sterminio di Treblinka

I primi due giorni dell'operazione che, nei piani dei tedeschi, avrebbe dovuto avere una durata solo di tre, non diedero alcun risultato: i colpi di fucile dai tetti e dalle finestre ed il lancio di bottiglie incendiarie bloccarono i rastrellamenti ed il Brigadeführer Stroop si vide costretto ad utilizzare l'artiglieria ed i lanciafiamme per catturare i primi 5.000 ebrei disarmati ed a trasferirli immediatamente a Treblinka. Lo scarso successo dei reparti di Stroop provocò la collera di Himmler, il quale pretese che questi rastrellasse il ghetto "nel modo più duro ed inesorabile", ed immediatamente fecero il loro ingresso alcuni reparti del genio che collocarono esplosivi e cosparsero di benzina i pavimenti degli edifici che progressivamente, dopo essere stati incendiati, iniziarono a crollare; nelle cantine e nei sotterranei furono soffiati gas asfissianti, le fognature furono inondate e, dopo altri tre giorni di battaglia, vennero catturati altri 25.000 ebrei.

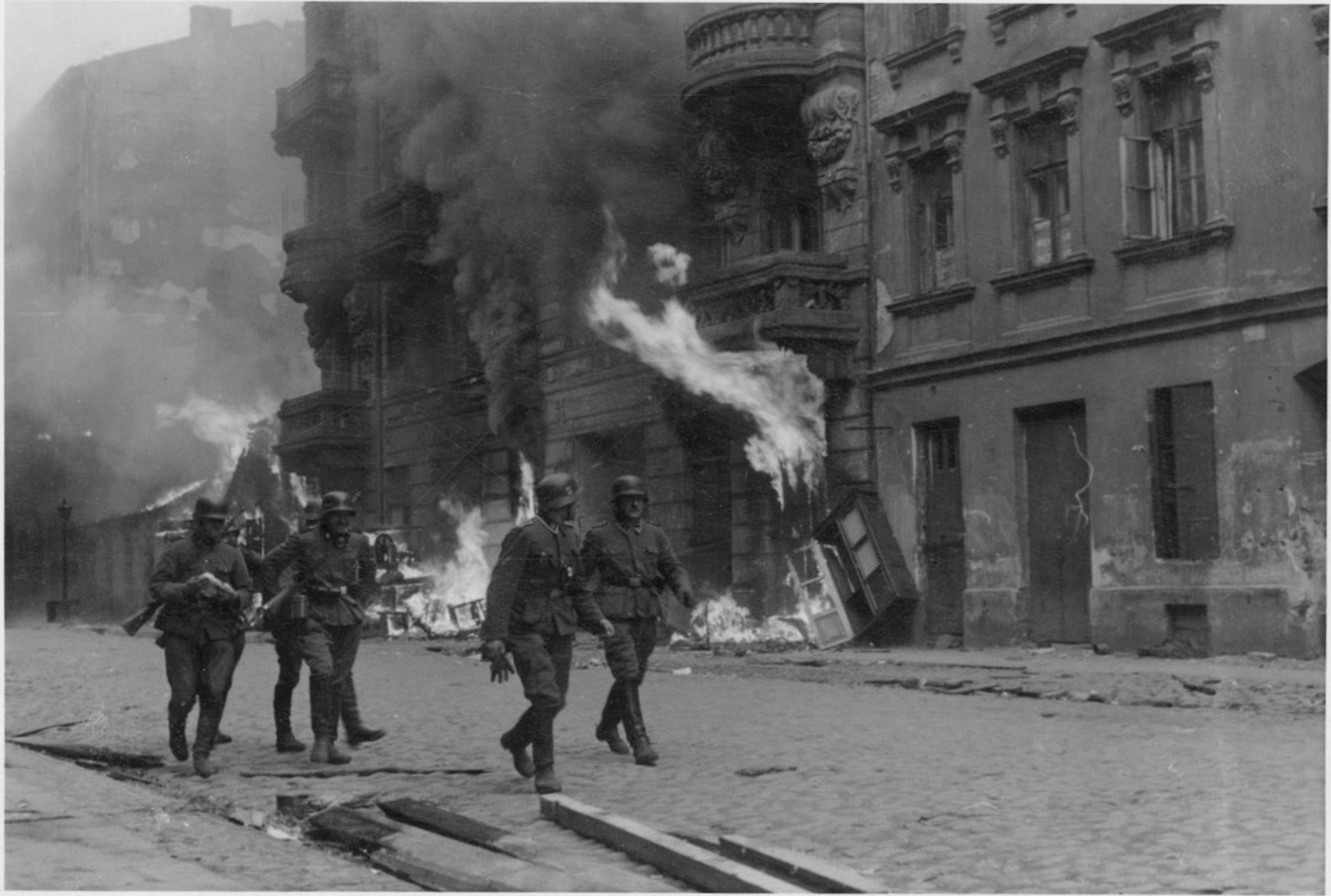
SS avanzano tra gli edifici del ghetto in fiamme

La battaglia proseguì per tutto il mese di aprile e gli ebrei del ghetto dovettero combattere senza ricevere alcun aiuto dall'esterno ma solo all'inizio di maggio le SS riuscirono a compiere significativi progressi contro i rivoltosi: le macerie del ghetto, i passaggi sotterranei, le trincee improvvisate e soprattutto la volontà di combattere fino alla morte degli abitanti del ghetto avevano infatti costituito per i tedeschi fino a quel momento degli ostacoli di difficile superamento ma la distruzione sistematica dell'abitato, la fame, la scarsità di munizioni, l'impossibilità di assistere adeguatamente i feriti, uniti all'utilizzo di cani addestrati per snidare le persone nascoste, fece progressivamente venire meno la resistenza. Il 16 maggio Stroop comunicò a Berlino che il quartiere ebreo di Varsavia "non esiste più" e fu fatta saltare anche la sinagoga grande di Varsavia, sita al di fuori delle mura del ghetto.
L'operazione che avrebbe dovuto svolgersi in soli tre giorni durò quattro settimane. I tedeschi dichiararono ufficialmente la perdita di 16 soldati e di 90 feriti. La stampa clandestina polacca parlò di circa 1.000 vittime tedesche. Una stima più realistica pone il numero delle perdite tra le forze tedesche e i collaborazionisti sui 300 soldati.
Gli ebrei uccisi nel ghetto durante la rivolta furono circa 13.000 (7.000 vittime di esecuzioni sommarie all'interno del ghetto, più 5.000-6.000 che perirono negli incendi o tra le macerie degli edifici distrutti). Alle 13.000 vittime dei combattimenti nel ghetto vanno aggiunti 6.929 "combattenti" prigionieri che furono trasportati e uccisi a Treblinka. Pochissimi furono coloro che riuscirono a sfuggire alla cattura nascondendosi tra le rovine o lasciando l'area del ghetto. I rimanenti 42.000 superstiti furono inviati in vari campi di concentramento. La maggior parte di coloro che giunsero nei campi di Majdanek, Poniatowa, e Trawniki troveranno la morte nel novembre 1943 nel corso dell'Operazione Erntefest. La percentuale di sopravvissuti fu lievemente migliore tra coloro che furono inviati nei campi di Budzyn e Krasnik.
Dei 750 ebrei che guidarono materialmente alla rivolta meno di 100 riuscirono a sopravvivere. Nei sotterranei e sotto le macerie continuarono ad essere ritrovati dei superstiti: una ragazza di 15 anni fu catturata il 13 dicembre..

## Vittime e superstiti

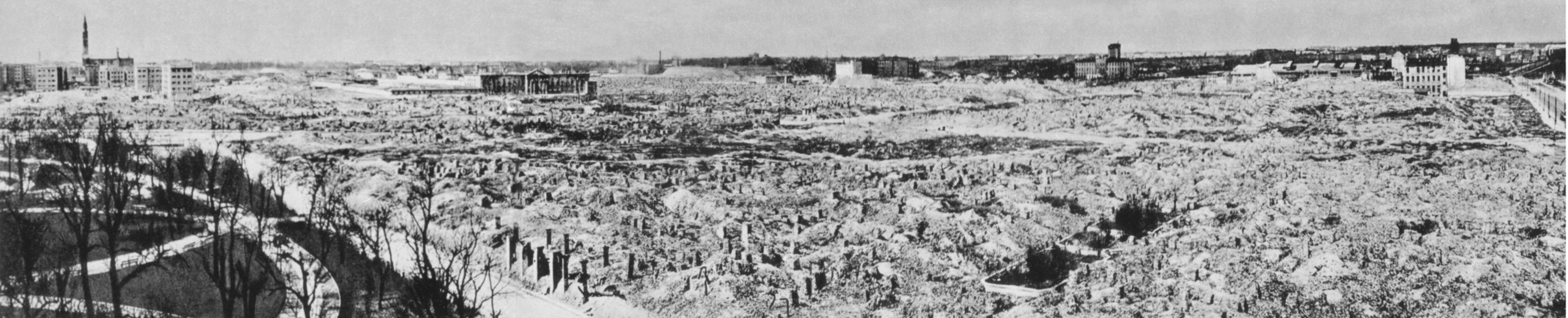
Le rovine del ghetto di Varsavia, completamente raso al suolo dai nazisti dopo la rivolta

Le vittime del ghetto di Varsavia furono oltre 400.000, di cui circa 100.000 morirono di stenti al ghetto, 265.000 a Treblinka, 13.000 nel corso della rivolta e 42.000 a Majdanek. L'elenco riporta solo alcuni dei nomi tra le vittime e i sopravvissuti.

### Vittime
- Mordechaj Anielewicz (1919-1943), uno dei leader della rivolta del ghetto. Muore suicida per evitare la cattura.
- Hersz Berliński (1908-1944), attivista del partito sionista di sinistra Poalej Syjon, uno dei comandanti della rivolta del ghetto, muore combattendo nella successiva rivolta di Varsavia.
- Yitzchok Breiter (1886-1943), rabbino, ucciso a Treblinka.
- Aryeh Tzvi Frumer (1884-1943), rabbino, deportato dopo la rivolta del ghetto, ucciso a Majdanek.
- Mira Fuchrer (1920-1943), attivista della Żydowska Organizacja Bojowa è una dei leader della rivolta del ghetto, muore suicida per evitare la cattura.
- Artur Gold (1897-1943), violinista, compositore, ucciso a Treblinka.
- Ludwik Holcman (1889-1942), violinista, ucciso a Treblinka.
- Itzhak Katzenelson (1886-1944), poeta, scrittore, ucciso a Auschwitz.
- Menachem Kipnis (1878-1942), cantante, muore di malattia nel ghetto.
- Janusz Korczak (1878-1942), educatore e pedagogista, ucciso a Treblinka.
- Ludwik Maurycy Landau (1902-1944), economista, trovò rifugio nella zona ariana, ma tradito da un delatore fu ucciso al pari della sua famiglia.
- Henryka Łazowertówna (1909-1942), poeta, scrittrice, uccisa a Treblinka.
- Yechiel Lerer (1910-1943), poeta di lingua yiddish, ucciso a Treblinka.
- Józef Lewartowski (1895-1942), attivista comunista, ucciso nel ghetto dalla Gestapo.
- Franceska Mann (1917-1943), ballerina, uccisa a Auschwitz.
- Marian Neuteich (1890-1943), compositore, direttore d'orchestra, ucciso nel campo di concentramento di Trawniki.
- Miriam Orleska (1900-1943), attrice, uccisa a Treblinka.
- Henryk Pogorieły (1908-1943), campione di scacchi, ucciso a Varsavia nella prigione di Pawiak.
- Simon Pullman (1890-1942), violinista, direttore d'orchestra, ucciso a Treblinka.
- Emanuel Ringelblum (1900-1944), storico,  ucciso a Varsavia nella prigione di Pawiak.
- Moshe Rynecki (1881-1943), artista, ucciso a Majdanek.
- Kalman Shapiro (1889-1943), rabbino, talmudista, deportato a Majdanek dopo la rivolta del ghetto, è ucciso nell'Operazione Erntefest.
- Władysław Szlengel (1912-1943), poeta e giornalista, ucciso durante la rivolta del ghetto.
- Abram Szpiro (1912-1943), campione di scacchi, ucciso a Auschwitz.
- Symche Trachter (1893-1942), pittore, ucciso a Treblinka.
- Stefania Wilczyńska (1886-1942), pedagoga e insegnante, uccisa a Treblinka.
- Lidia Zamenhof (1904-1942), esperantista, uccisa a Treblinka.
- Menachem Ziemba (1883-1943), rabbino e talmudista, ucciso nel ghetto.

### Superstiti
- Mary Berg (1924-2013), di nazionalità statunitense, fu autrice di un diario dal ghetto, il primo ad essere pubblicato già nel 1944, al suo rientro negli Stati Uniti in seguito ad uno scambio di prigionieri.
- Alexander Donat (1905-1983), editore, sopravvive alla deportazione in vari campi.
- Marek Edelman (1919-2009), uno dei leader della rivolta.
- Bronisław Geremek (1932-2008), fugge dal ghetto con la madre e rimane nascosto presso non-ebrei.
- Alex Hershaft (n.1934), attivista per i diritti animali, riuscì a rifugiarsi con la sua famiglia nella zona riservata ai cristiani fino alla liberazione da parte degli Alleati nella primavera del 1945.
- Marek Halter (n.1936), fugge con la famiglia dal ghetto nel 1940, trovando rifugio in Unione Sovietica.
- Ludwik Hirszfeld (1884-1954), fuggito dal ghetto nel 1943, sopravvive in clandestinità.
- Zivia Lubetkin (1914-1976), uno dei leader della rivolta.
- Martin Gray (1922-2016), scrittore, sopravvive alla deportazione a Treblinka.
- Uri Orlev (1931-2022), scrittore, sopravvive alla deportazione a Bergen-Belsen.
- Marcel Reich-Ranicki (1920-2013), critico letterario, riesce a fuggire dal ghetto nel 1943.
- Władysław Szpilman (1911-2000), musicista, fugge dal ghetto nel 1943 e sopravvive trovando rifugio presso amici non-ebrei. È il personaggio la cui vicenda è raccontata del film Il pianista di Roman Polański (2002).
- Gutta Sternbuch (1917-2012), fu rilasciata perché in possesso di passaporto paraguajano e mandata in un campo di concentramento in Francia.

## LaVia della Memoria

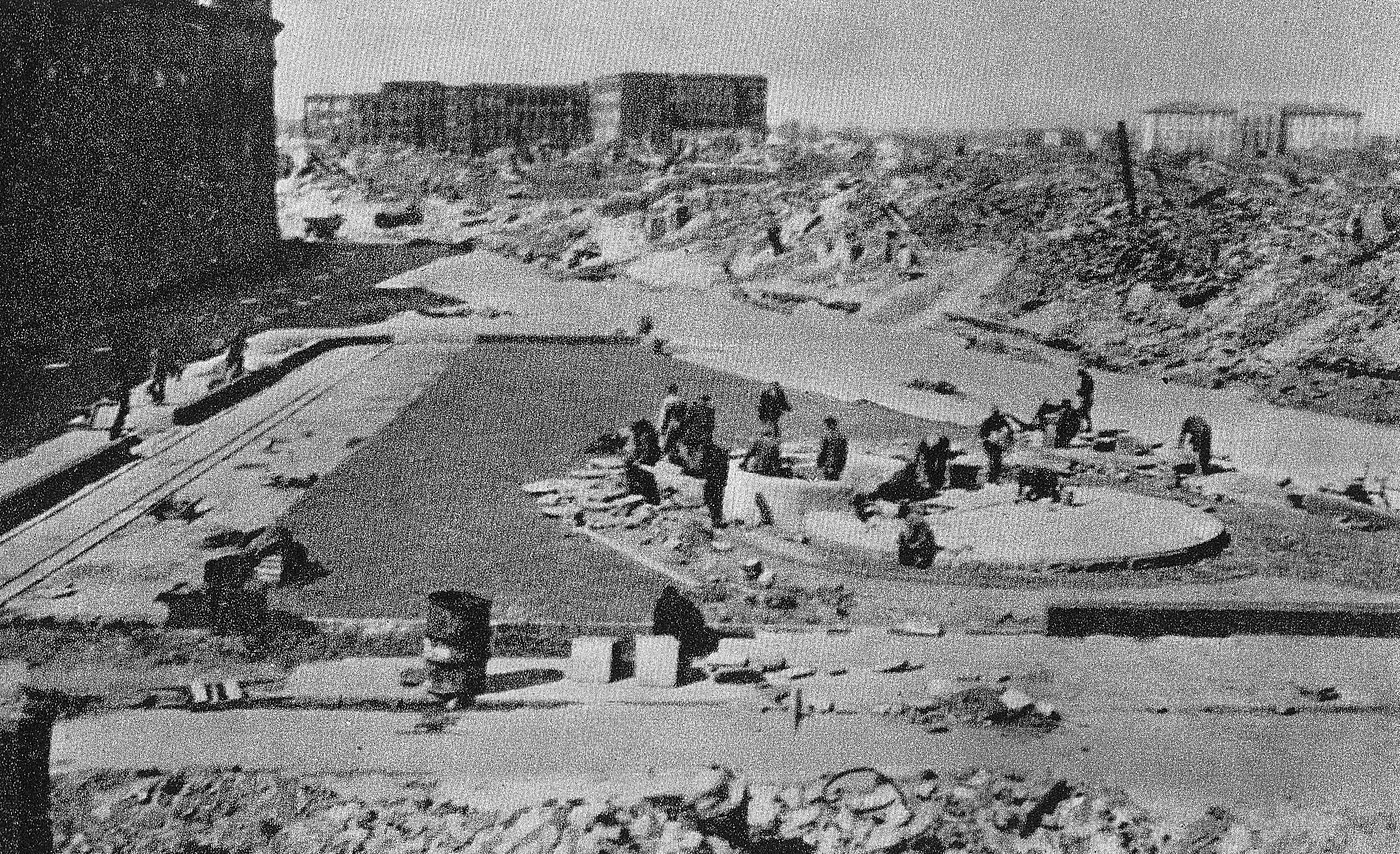
Costruzione del primo memoriale tra le rovine del ghetto nel 1946

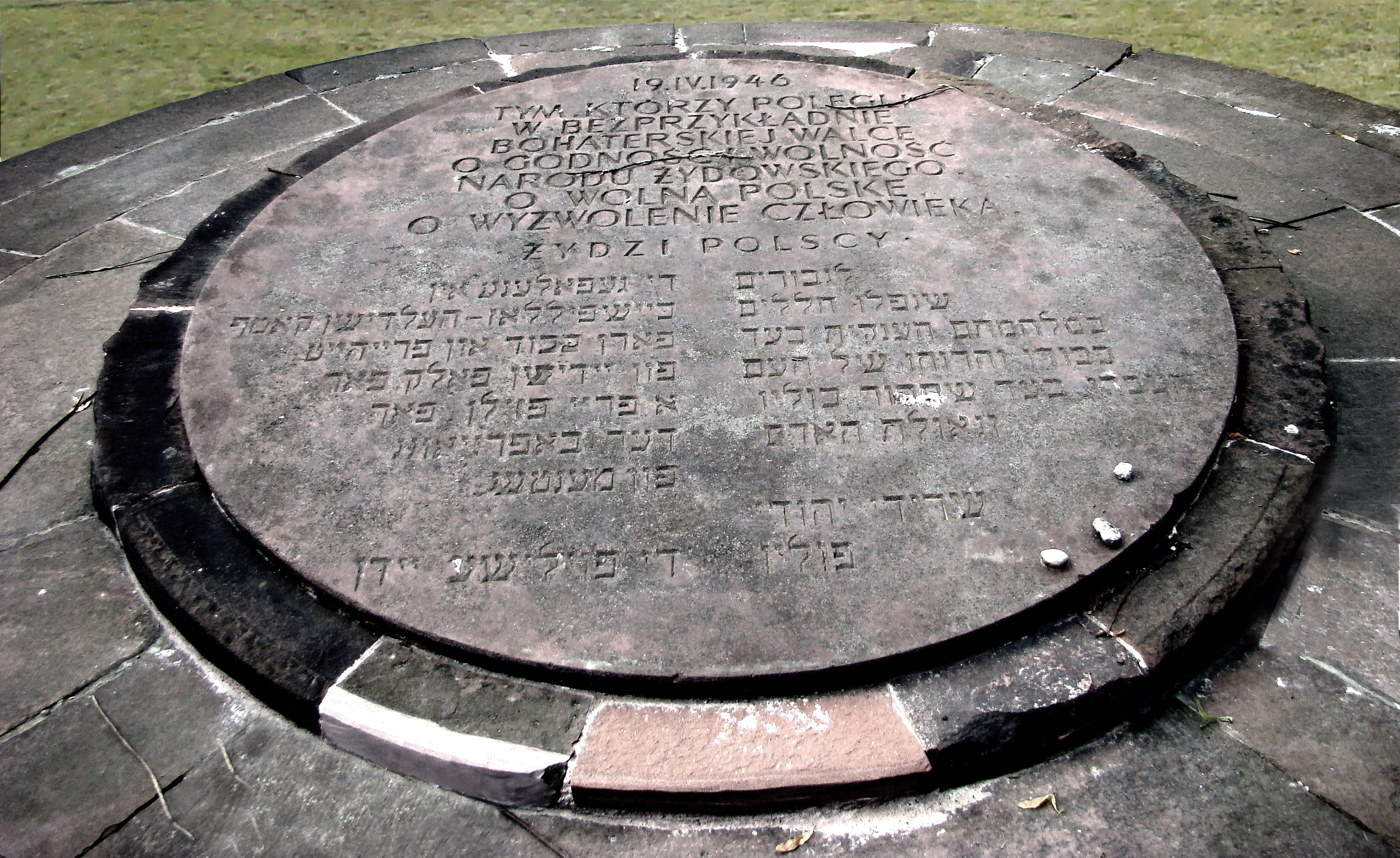
Il memoriale del 1946 nella sua collocazione odierna

Il ghetto fu quasi completamente raso al suolo dopo la rivolta. Ne sono rimasti solo pochi resti in alcune piccole aree che al momento della rivolta non erano più incluse entro i confini del ghetto.
La "Via della Memoria" (Trakt Męczeństwa i Walki Żydów) ricorda oggi le atrocità commesse in quegli anni, collegando in un percorso ideale i vari memoriali costruiti nel dopoguerra nell'area del ghetto
La decisione di onorare le vittime del ghetto fu presa immediatamente dopo la liberazione di Varsavia. Nel 1946 fu collocato nell'area un primo monumento commemorativo. Poco lontano nello stesso anno fu costruito anche il "Monumento al Bunker" (Pomnik Bunkra), un grosso masso posto su una collinetta che ricorda la posizione di uno dei bunker principali della rivolta.

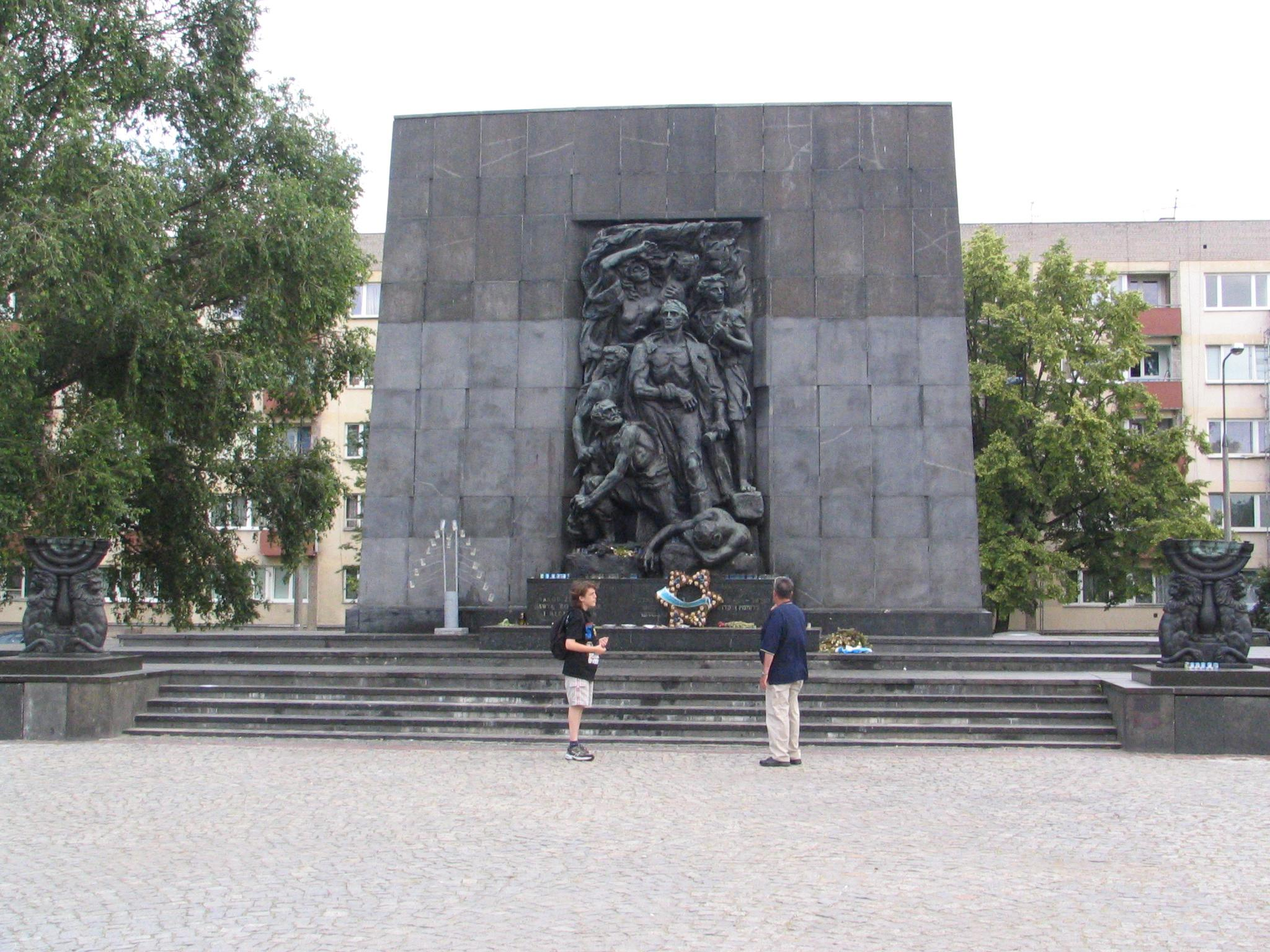
Monumento agli eroi del ghetto. Vista "principale" del monumento con la raffigurazione dei rivoltosi, in primo piano l'eroe del Ghetto di Varsavia: Mordechaj Anielewicz

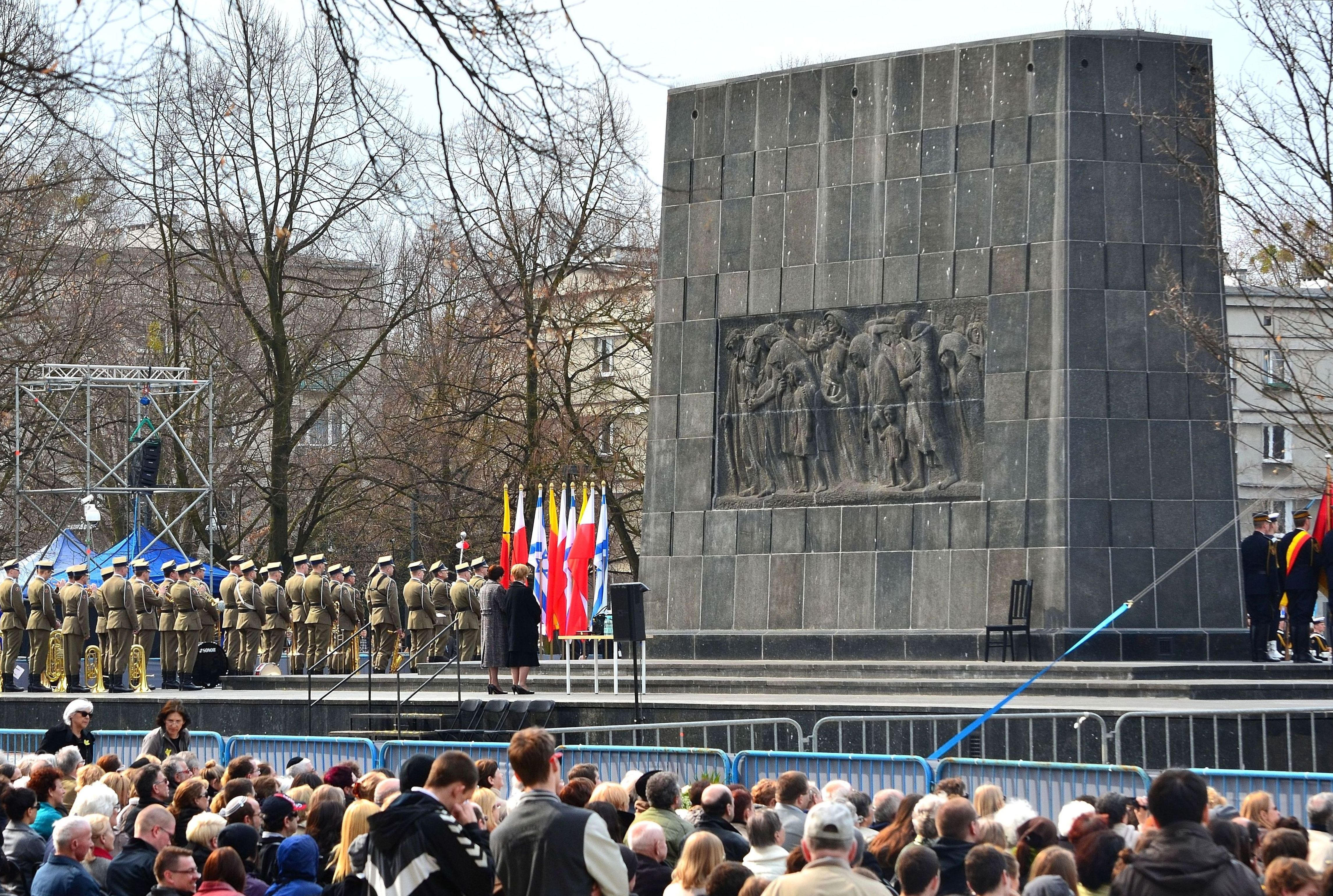
Vista "di dietro" del monumento, scultura raffigurante la deportazione verso i campi di concentramento degli ebrei del ghetto

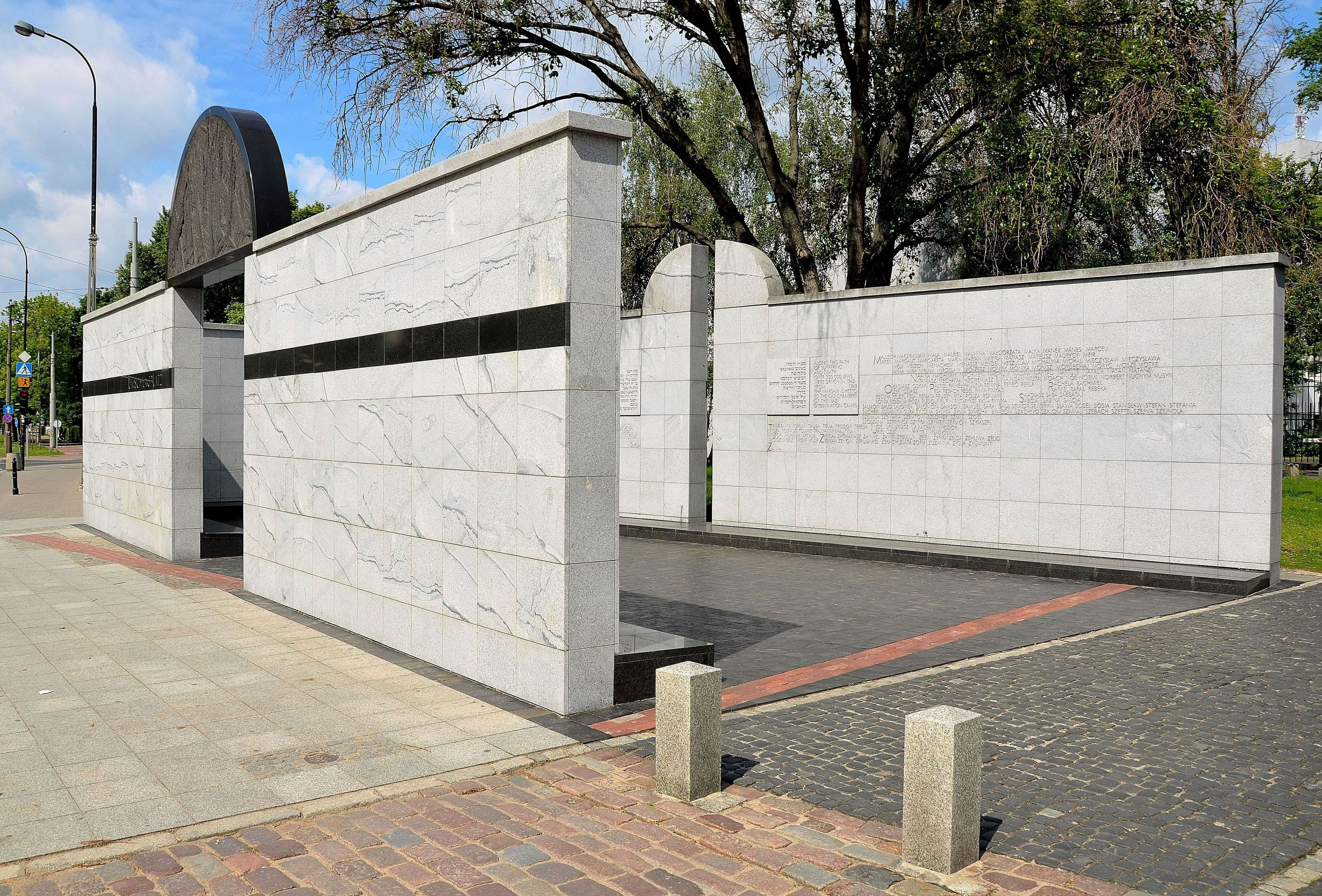
Monumento alla Umschlagplatz (1988)

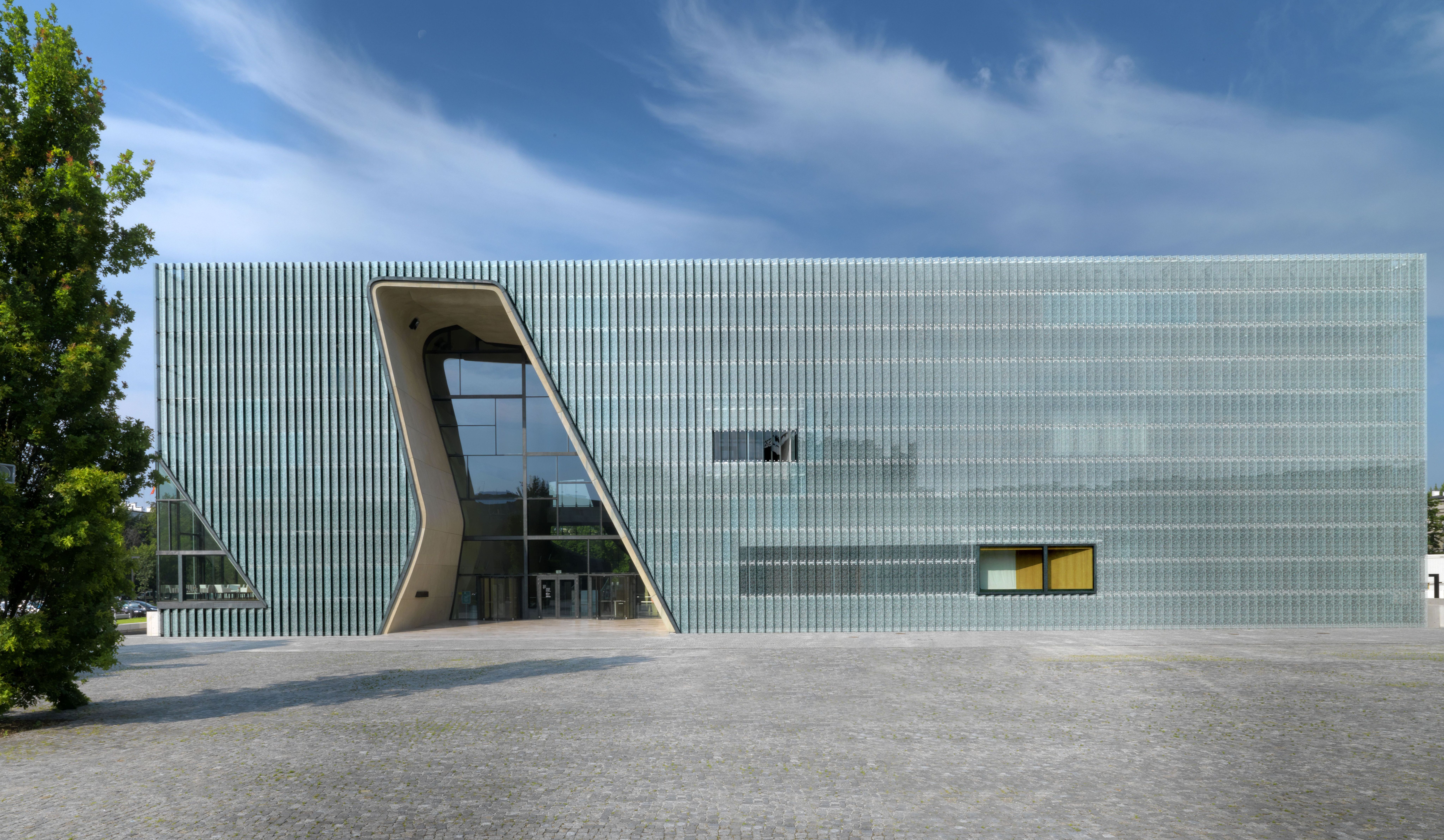
POLIN Museo della storia degli ebrei polacchi (2013)

Nel 1948 fu inaugurato il grande Monumento agli Eroi del Ghetto (Pomnik Bohaterów Getta) ad opera dello scultore Natan Rapaport e dell'architetto Marek Suzin. Il monumento è composto da due facciate davanti e di dietro con due differenti sculture. La scultura della facciata "principale" (quella davanti) è dedicata agli eroi del ghetto con in primo piano, fra gli altri rivoltosi, l'eroe del ghetto Mordechaj Anielewicz. La seconda scultura (di dietro alla facciata principale del monumento) rappresenta uomini, donne e bambini che lottano tra le fiamme che lentamente divorano il ghetto e una processione di ebrei condotti ai campi di concentramento, si intravedono solo baionette ed elmetti dei soldati nazisti senza volto. Copie identiche di ambedue le sculture si trovano anche in Piazza del Ghetto di Varsavia a Yad Vashem di Gerusalemme

Sempre nel 1948 una grande iscrizione fu collocata in un edificio prospiciente alla Umschlagplatz, la piazza e la stazione che fungevano da luogo di raccolta degli ebrei, dove essi venivano caricati sulle carrozze ferroviarie che li avrebbero trasportati nei campi di sterminio. Una scritta in polacco, ebraico e yiddish ricordava che "da questo luogo nel 1942 e nel 1943, i genocidi nazisti deportarono centinaia di migliaia di ebrei nei campi di sterminio per il martirio. Onore della memoria dei martiri e combattenti ebrei".
Il 7 dicembre 1970 Willy Brandt, in omaggio alle vittime e come segno di riconciliazione, s'inginocchiò spontaneamente davanti al "Monumento agli eroi del ghetto", sorprendendo tutto il mondo e compiendo un passo importantissimo nel disgelo tra la Germania ed i Paesi dell'Est.
Il 18 aprile 1988 fu inaugurato il percorso della Via della Memoria che unisce il Monumento agli Eroi del Ghetto alla Umschlagplatz. Il percorso è segnato da 16 blocchi di granito, con iscrizioni in polacco, yiddish ed ebraico, che commemorano i 450.000 ebrei uccisi nel ghetto e gli eroi della rivolta. Per l'occasione la vecchia iscrizione alla Umschlagplatz fu sostituita da un più ampio monumento commemorativo.
Nel 2006 un piccolo obelisco fu aggiunto ai piedi del "Monumento al Bunker" con i nomi dei 51 combattenti ebraici morti nel bunker.
Nel 2008 e 2010 numerose stele e targhe sono state poste a marcare i confini del ghetto e il perimetro delle sue mura.
Nel 2013 nello spazio in fronte al Monumento agli Eroi del Ghetto è stata inaugurata la sede del POLIN Museo della storia degli ebrei polacchi, inteso a celebrare l'eccezionale contributo culturale dato dall'ebraismo nei secoli alla società polacca.

## Cinematografia
- Ulica Graniczna, film, regia di Aleksander Ford (1948)
- Sie sind frei, Doktor Korczak, film, regia di Aleksander Ford (1974)
- Holocaust, miniserie televisiva, regia di Marvin J. Chomsky (1978)
- Shoah, documentario, regia di Claude Lanzmann (1985)
- Un pezzo di cielo (Ein Stueck Himmel), miniserie televisiva, regia di Peter Franz Wirth (1986)
- Dottor Korczak, film, regia di Andrzej Wajda (1990)
- L'isola in via degli Uccelli, film, regia di Søren Kragh-Jacobsen (1997)
- La rivolta, film TV, regia di Jon Avnet (2001)
- Il pianista, film, regia di Roman Polański (2002)
- A Film Unfinished, documentario, regia di Yael Hersonski (2010)
- Corri ragazzo corri, film, regia di Pepe Danquart (2013)
- La signora dello zoo di Varsavia, film,    regia di Niki Caro (2017)

## Letteratura
- Diario, di Mary Berg (1944)
- Kaputt, di Curzio Malaparte (1944)
- Il calvario di Varsavia, di Alceo Valcini (1945)
- Il pianista, di Władysław Szpilman (1946)
- Il muro di Varsavia, di John Hersey (1961)
- Olocausto, di Gerald Green (1979)
- Gli anagrammi di Varsavia, di Richard Zimler (2012)
- Dan Porat, Il bambino - Varsavia 1943, fuga impossibile dall'orrore nazista, Milano, Rizzoli, 2013, ISBN 978-88-17-05151-4.
- Frederic Rousseau, Il bambino di Varsavia - Storia di una fotografia, Bari - Roma, Laterza, 2014, ISBN 978-88-58-11056-0.

## Musica
- Un sopravvissuto di Varsavia, op.46, "oratorio per voce recitante, coro maschile e orchestra" di Arnold Schönberg (1947)
- Benvenuti nel ghetto, Stormy Six con Moni Ovadia (2013)